# Torgny (Rouvroy)

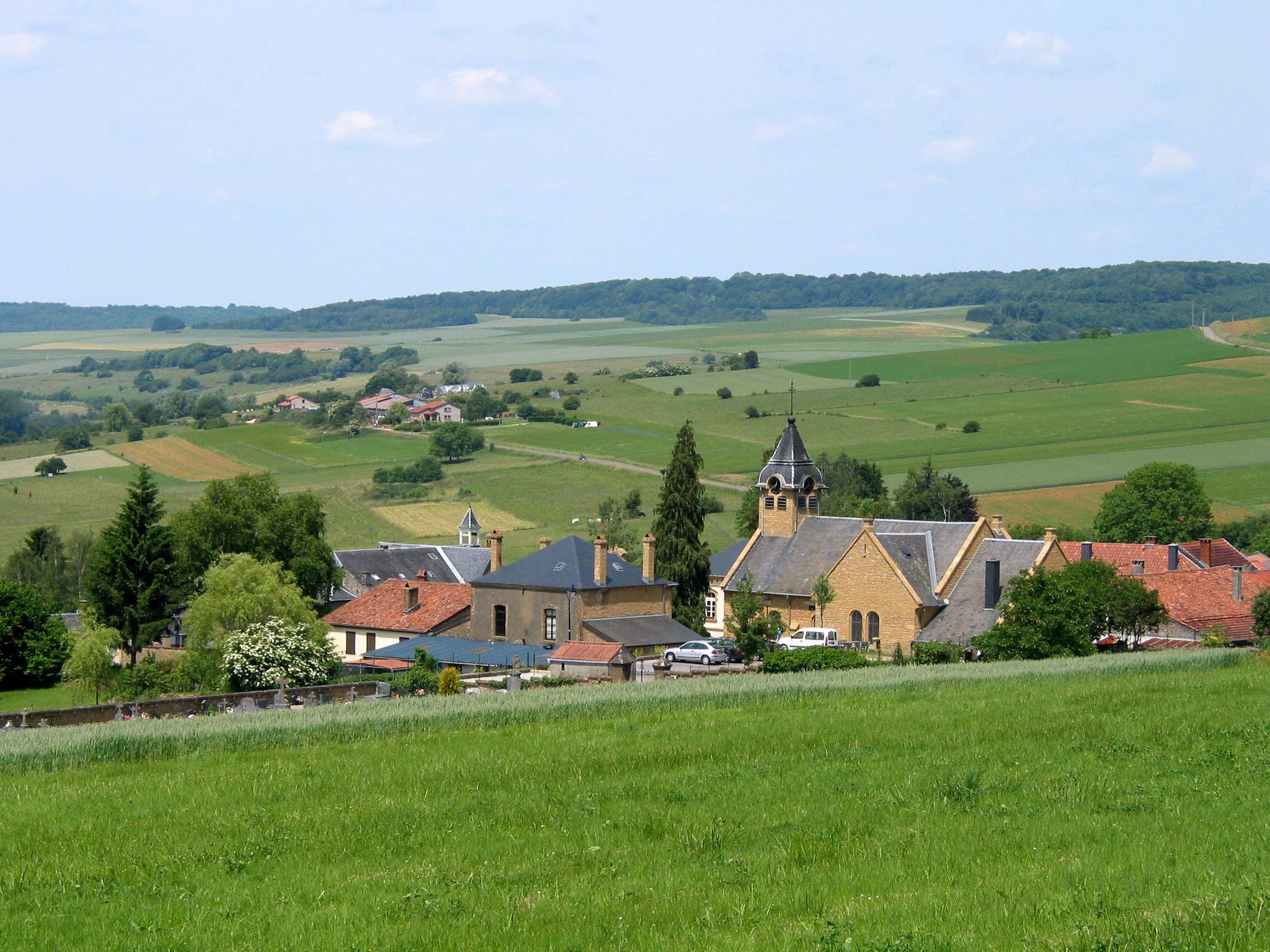
Blick auf Torgny

Torgny ist eine Ortschaft in der belgischen Gemeinde Rouvroy und liegt in der Region Wallonien in der Provinz Luxemburg. Torgny ist der südlichste Ort Belgiens und gleichzeitig der am weitesten von der Hauptstadt Brüssel entfernte Ort (210 km). Es sind von hier 11 km bis Virton und 38 km bis Arlon. Bis zur Gemeindefusion im Jahre 1977 war der Ort eine selbständige Gemeinde.
Für Torgny ist ein Mikroklima charakteristisch, das sich vom kühlen Klima der nördlich gelagerten Ardennen unterscheidet. Ausreichende Wärme und ein kalkhaltiger Boden sind Voraussetzungen, die dazu geführt haben, dass hier in kleinem Ausmaß Weinbau betrieben wird.
Typisch für Torgny sind Häuser aus gelbem Sandstein mit römischen Dachziegeln, die dem Ort ein südländisches Flair verleihen. Seit 1996 steht Torgny in der Liste der 24 schönsten Dörfer Walloniens („Les Plus Beaux Villages de Wallonie “).

## Besonderheiten
Auf der Höhe der Gemeinde bildet die Korn (französisch Chiers) die Grenze zwischen Belgien und Frankreich. Der Grenzverlauf geht bis auf den Pyrenäenvertrag von 1659 zwischen Frankreich und Spanien zurück.
Ein vormaliger Kalksteinbruch wurde in das Naturschutzgebiet Raymond Mayné umgewandelt.
Das Restaurant La Grappe d'Or führt einen Michelin-Stern.

## Einzelbelege
1. ↑  https://www.mini-ardenne.be/node.php?id=79955
2. ↑  http://belgien-tourismus-wallonie.de/de/content/domaine-viticole-du-poirier-du-loup-ein-wallonischer-weinberg-der-besichtigt-werden-kann
3. ↑  https://www.trekearth.com/gallery/Europe/Belgium/Wallonia/Luxembourg/Torgny/photo750358.htm
4. ↑  http://www.torgny.be/index.php/site/articles/torgny-un-des-plus-beaux-villages-de-wallonie/?lang=fr
5. ↑  Torgny, la réserve naturelle Raymond Mayné (Memento des Originals vom 16. Dezember 2015 im Internet Archive)  Info: Der Archivlink wurde automatisch eingesetzt und noch nicht geprüft. Bitte prüfe Original- und Archivlink gemäß Anleitung und entferne dann diesen Hinweis.
6. ↑  http://www.qlhotels.com/de/belgien/luxemburg/torgny/la-grappe-dor/